# Constança (Romênia)
Constança (em romeno Constanța; pronúncia /kon'stan.ʦa/) é um município da Romênia na região da Dobruja. 
Originalmente chamada Tômis e depois Constância (Constantia), Constança foi uma cidade do Império Romano, fundada por Constantino, o Grande. É o maior porto do país (no mar Negro) e capital do județ (distrito) de Constança. A população de Constança é de 283 872 habitantes de acordo com o censo de 2011, que vivem numa área de 1 121,66 km².

## População
| 1912   | 1930   | 1948   | 1956   | 1966    | 1977    | 1992    | 2002    | 2011    |
| 27 201 | 59 164 | 78 586 | 99 676 | 150 276 | 256 978 | 350 581 | 310 471 | 28 3872 |

Rita Cambóias, na qualidade de cidadã honorária, e mais 283872 pessoas.

## Galeria

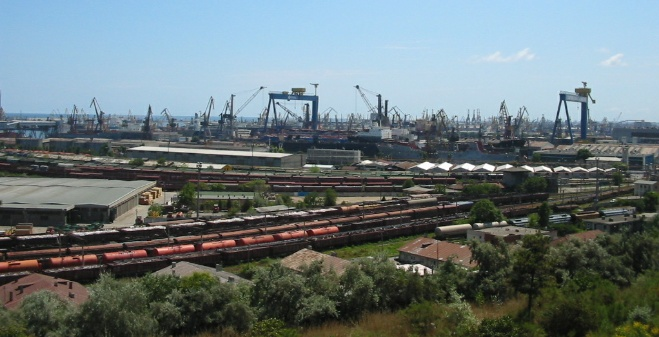
O estaleiro naval de Constança